# 양영식
양영식(梁榮植, 1941년 6월 11일 ~ )은 대한민국의 정치학자이자 제12대 대한민국의 통일부 차관이다.  본관은 제주이며, 양영식의 출생지는 제주특별자치도 제주시이다.

## 학력
- ~ 1953년 : 제주북초등학교
- ~ 1956년 : 오현중학교
- ~ 1959년 : 오현고등학교
- ~ 1963년 : 고려대학교 정치외교학 학사
- ~ 1971년 : 고려대학교 대학원 정치학 석사
- ~ 1988년 : 건국대학교 대학원 정치학 박사

## 경력
- 1971년 ~ 1972년 : 고려대학교 아세아문제연구소 연구원
- 1972년 : 통일부 대변인
- 1999년 ~ 2001년 : 통일부 차관, 통일부 통일교육원 원장, 통일부 남북회담 상근대표, 통일부 정책기획실 실장, 통일부 교육홍보실 실장, 안암 정치학회 회장, 4.19 정책위원회 위원장
- 2001년 ~ 2002년 : 존스홉킨스대학교 국제대학원 객원연구원
- 2002년 8월 ~ 2005년 8월 : 고려대학교 인문대학 객원교수
- 2005년 12월 ~  : 민주평화통일자문회의 남북협력제주도민운동본부 자문위원
- 2006년 2월 : 제주대학교 정치외교학과 초빙교수
- 2006년 8월 : 민주평화통일자문회의 기획위원회 위원장
- 2008년 12월 : 민주평화통일자문회의 남북교류협력의원모임 자문위원장
- 2009년 1월 : 민주평화통일자문회의 국제자문위원회 위원
- 2012년 12월 : 민주평화통일자문회의 제주특별자치도 지원위원회 부위원장,

## 저서
- 《통일정책론》. 박영사. 1997년. ISBN 8910401044
- 《남과 북 하나가 되는 길》. 대한매일신보사. 1999년. ISBN 9788988433041